# Бреца
Бреца (рум. Breța) — село у повіті Мехедінць в Румунії. Входить до складу комуни Коркова.
Село розташоване на відстані 237 км на захід від Бухареста, 35 км на схід від Дробета-Турну-Северина, 66 км на північний захід від Крайови.

## Населення
За даними перепису населення 2002 року у селі проживала 61 особа, усі — румуни. Усі жителі села рідною мовою назвали румунську.